# Parc d'État de Cuyamaca Rancho
Le parc d'État de Cuyamaca Rancho (en anglais : Cuyamaca Rancho State Park) est une réserve naturelle située dans l'État de Californie, à l’Ouest des États-Unis, dans le comté de San Diego. Il se trouve dans la région montagneuse des Peninsular Ranges et abrite une faune diverse, notamment les pumas.

## Description
Les 11 000 hectares du parc comprennent des forêts de pins, de sapins et de chênes, ainsi que des prés et des ruisseaux, en raison de la hauteur relativement élevée de la région par rapport à ses environs. Le parc comprend le pic Cuyamaca (1 985 m), le deuxième point le plus élevé du comté de San Diego.
La faune dans la région comprend des pumas, connus pour attaquer les humains, et la littérature du parc insiste sur le fait d'éviter de les rencontrer. En réalité, ils sont présents mais rarement vus.
Les mammifères souvent rencontrés comprennent le cerf mulet, le coyote, l'écureuil terrestre de Californie, le tamia Merriam, le lièvre à queue noire, le lapin d'Audubon. 
Environ 200 espèces d'oiseaux ont été répertoriées dans le parc. Parmi les oiseaux résidents les plus souvent observés, on trouve le dindon sauvage, le pic gland, le pic de Nuttall, le pic nordique, le geai de Steller, le merle bleu, la sittelle à poitrine blanche, la mésange des chênes, le merle d'Amérique, le faucon à queue rouge. Parmi les migrateurs et les résidents d'été, on compte le gros-bec à tête noire, l'oriole de Baltimore et le moucherolle à gorge cendrée, le moucherolle des bois de l'Ouest, le troglodyte domestique, plusieurs fauvettes et le petit chardonneret jaune.

Amphibiens et reptiles résidents comprennent la rainette du Pacifique, la grenouille à pattes rouges, le crapaud de l'Ouest, le serpent roi de Californie, le serpent de montagne de Californie ou Lampropeltis, le coureur rayé et le serpent jarretière.

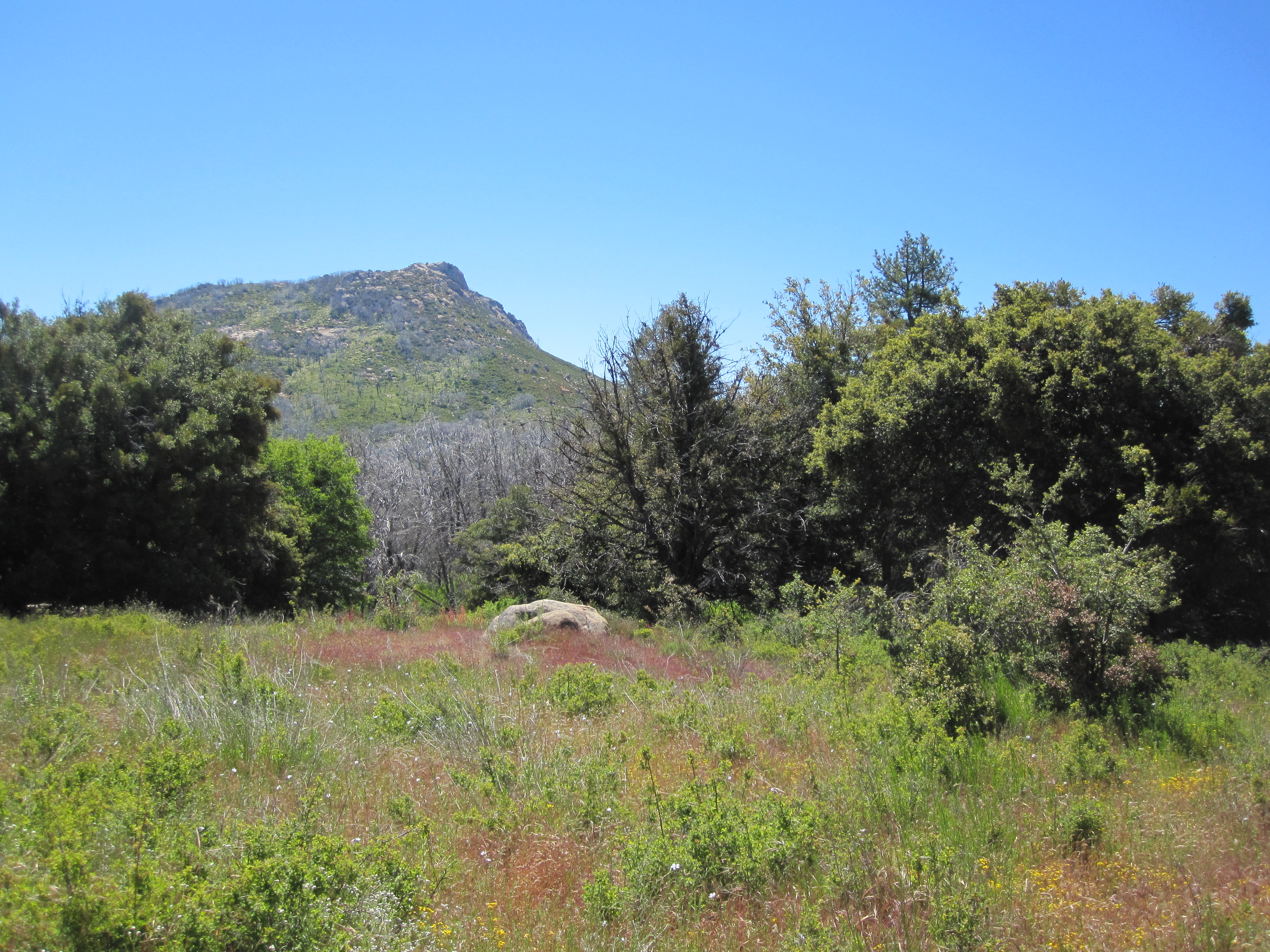
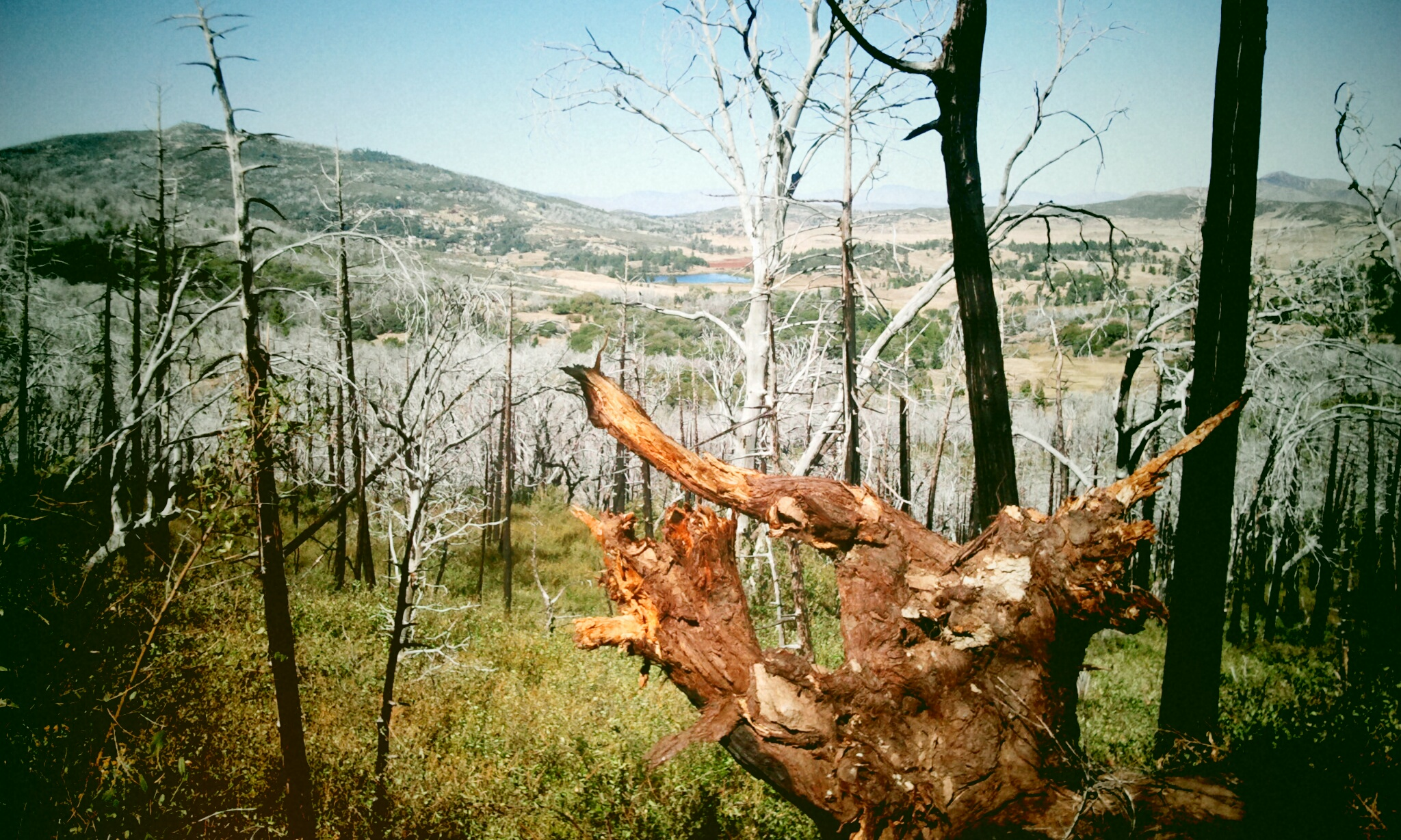
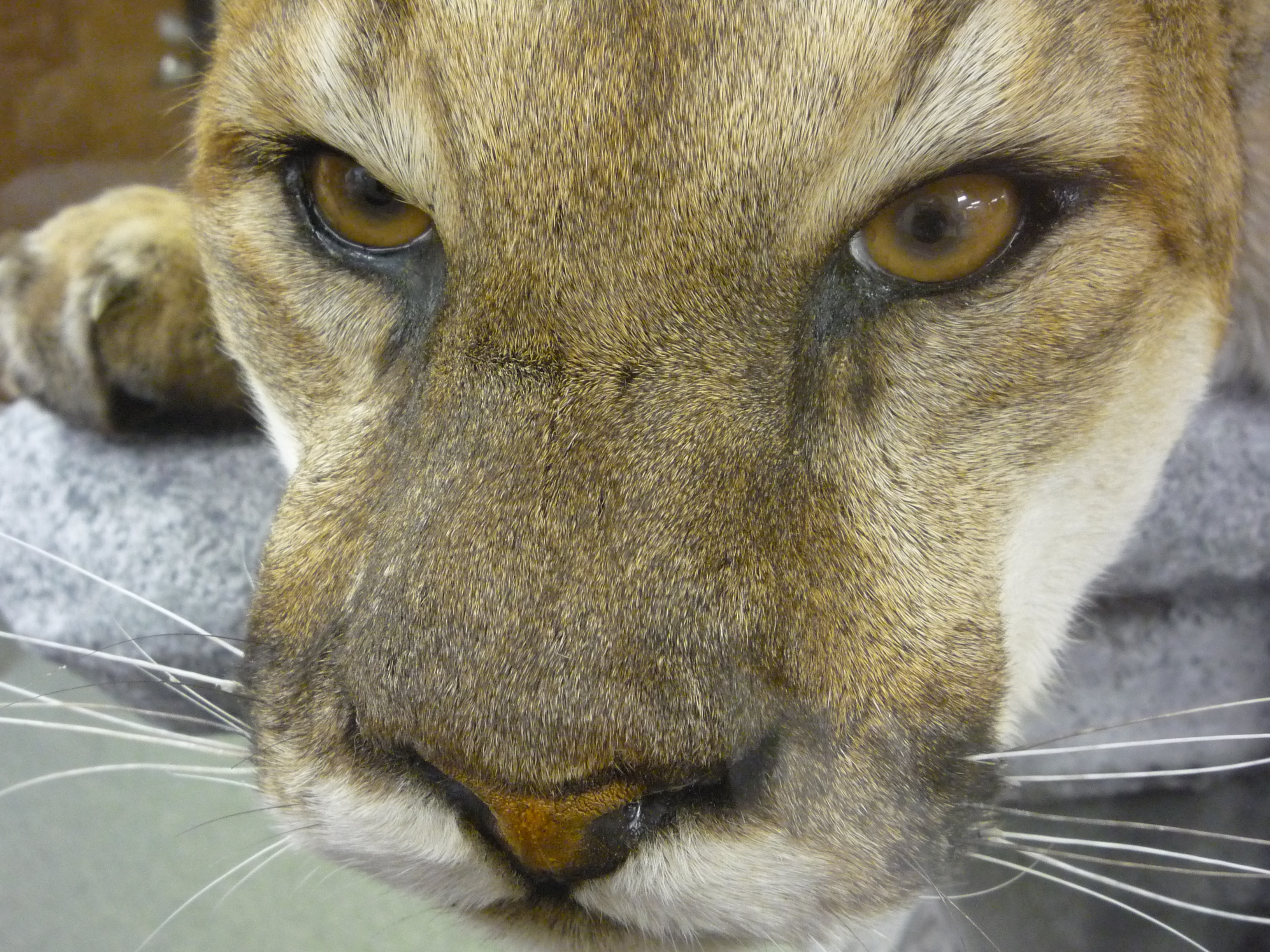